# Męczennica cielista
Męczennica cielista (Passiflora incarnata L.) – gatunek rośliny z rodziny męczennicowatych. Nazywana jest także męczennicą Pańską lub kwiatem Męki Pańskiej. Występuje w południowo-wschodnich stanach USA, na zachodzie sięgając po Teksas, Oklahomę i Kansas. Roślina introdukowana została i zadomowiła się na Bermudach. Poza tym w wielu krajach jest uprawiana, głównie w Ameryce Środkowej i Południowej oraz w Azji. W wielu krajach Europy, w tym także w Polsce uprawia się ją w szklarniach jako roślinę ozdobną. Roślinę tę nazwali Hiszpanie w czasie podboju Ameryki męczennicą, ponieważ w budowie kwiatów dopatrzyli się części przypominających koronę ciernistą i gwoździe ukrzyżowanego Chrystusa. Rysunki „kwiatu Męki Pańskiej” przywieźli z Ameryki do Europy jezuici i dominikanie, którzy przedstawiali tę roślinę jako przykład cudownego znaku odkrytego w przyrodzie, nakazującego im nawracanie Indian. Jest gatunkiem typowym rodzaju Passiflora.
Roślina zawiera flawonoidy (C-glikozydy apigeniny i luteoliny, witeksynę i izowiteksynę), maltol, kumaryny, olejek eteryczny, alkaloidy harmanowe (w zależności od odmiany surowca), dzięki czemu znajduje zastosowanie jako lecznicza.
Firmy należące do niemieckich holdingów farmaceutycznych uznały ją za ziele roku 2007.

## Morfologia

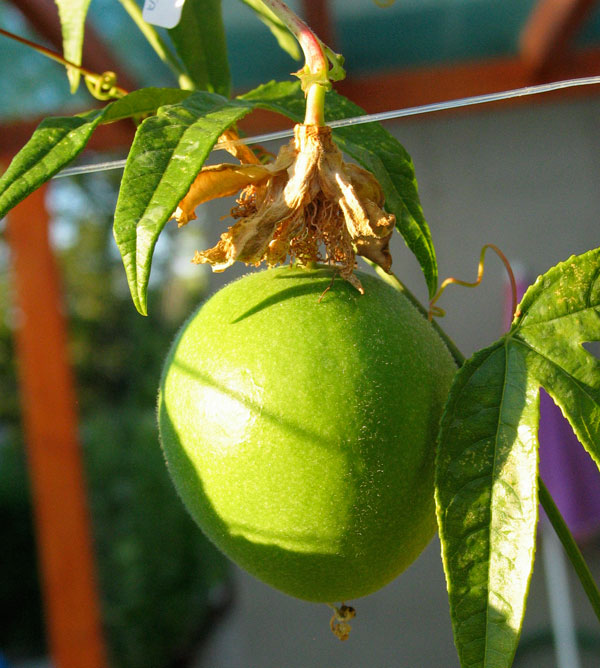
Owoc

PokrójPnącze zielne, wieloletnie, obficie kwitnące – tworzy gęste pędy, osiągające na obszarze swojego naturalnego występowania do 10 m długości. W okresie zimowym pęd nadziemny obumiera i roślina corocznie wiosną rozwija nowy pęd.
LiścieLiście naprzemianległe. Z kątów liści wyrastają wąsy czepne umożliwiające jej wspinanie się po podporach. U nasady ogonka wyrastają krótkie (do 0,4 cm) i szybko padające przylistki. Ogonek osiąga do 8 cm długości. Blaszka liściowa jest 3-, rzadziej 5-klapowa o szerokości od 6 do 15 cm i długości od 7 do 17 cm.
KwiatyOsiągają średnicę 6–8 cm. Są pachnące, zmienne w kolorystyce, zwykle białe lub łososioworóżowe i często zabarwione pasmami w innym kolorze. Mają charakterystyczną, typową dla męczennicy budowę. Wyrastają pojedynczo w kątach liści i otoczone są od dołu trójlistkową okrywą. Mają krążkowate, silnie rozwinięte dno kwiatowe, pięciodziałkowy kielich, pięciopłatkową koronę i przykoronek złożony z 3 okółków. Najbardziej zewnętrzny z tych okółków ma postać kolorowych nitek, wewnętrzny zaś przylega do androgyneforu, na szczycie którego znajduje się 5 pręcików otaczających 1 słupek z trójdzielnym znamieniem.
OwoceJajowate do kulistawych, o długości 5–6 cm i szerokości 3,5–5 cm. Podczas procesu dojrzewania zmieniają swoje zabarwienie z zielonego do żółtego. Zawierają liczne nasiona.

## Zastosowanie

### Roślina lecznicza
Stosowanie tego gatunku w medycynie zapoczątkował I. Lindsay w 1867 roku w USA. Jako roślina lecznicza gatunek ten ma największe znaczenie w obrębie swego rodzaju, przy czym wynika to głównie z tradycji jego stosowania, niż badań ustalających jego walory ponad innymi przedstawicielami rodzaju. Uprawiany jest w tym celu na rozległych obszarach w USA, Brazylii, Kolumbii, Gwatemali, Belize i Indiach.
Surowcem leczniczym jest ziele męczennicy – Herba Passiflorae. Ziele zawiera alkaloidy indolowe (do 0,09% w badaniach z połowy XX wieku, ale potwierdzone tylko w ilościach śladowych w końcu tego wieku), flawonoidy (0,4–2% suchej masy), glikozyd cyjanogenny, fitosterole, sole mineralne, pasiflorynę. Surowiec ma działanie uspokajające. W doświadczeniach przeprowadzanych na zwierzętach stwierdzono, że męczennica znosi pobudzający wpływ amfetaminy, stąd stosowanie jej w leczeniu narkomanii i alkoholizmu. Najczęściej stosuje się w stanach pobudzenia nerwowego, w zaburzeniach czynności serca wywołanych bodźcami emocjonalnymi, w mało nasilonych napadach drgawek pochodzenia ośrodkowego, w dolegliwościach okresu przekwitania i pomocniczo w stanach skurczowych jelit i naczyń wieńcowych.
Roślinę stosuje się leczniczo w postaci naparu z 2 g mocno rozdrobnionego ziela. Pije się dwie do trzech filiżanek w ciągu dnia lub jedną do dwóch przed snem (maksymalna dawka dzienna wynosi 4-8 g surowca). Wyciągi wchodzą w skład wielu preparatów i mieszanek uspokajających.
Komitet ds. Roślinnych Produktów Leczniczych (HMPC – Committee on Herbal Medicinal Products) przy Europejskiej Agencji Leków (EMA – European Medicines Agency) zaznaczył, że pomimo długiego tradycyjnego stosowania męczennicy, wciąż brakuje badań potwierdzających jej skuteczność. Badania farmakologiczne głównie skupiają się na jej ośrodkowym działaniu – uspokajającym, przeciwlękowym, przeciwdrgawkowym oraz wspomagającym leczenie uzależnień od alkoholu, nikotyny i tetrahydrokannabinolu THC.

### Inne zastosowania
- Roślina ozdobna. Jest w Europie Środkowej rzadko uprawiana. Raczej nie nadaje się do uprawy w mieszkaniu, lecz w szklarniach. Uprawiana na zewnątrz potrzebuje zimowej ochrony z np. gałęzi świerkowych lub słomy. Mimo że jest gatunkiem mniej wrażliwym na mróz niż inne męczennice, pędy nadziemne bardzo często obumierają w ciągu zimy[3]. Roślina wytrzymuje mrozy do -15 °C[3].
- Owoce mogą być spożywane zarówno na surowo, jak i wykorzystane do produkcji przetworów. Stanowią źródło pokarmu dla zwierząt, głównie ptaków śpiewających (ułatwiających rozsiewanie nasion) oraz dla larw niektórych gatunków motyli. Rdzenni Amerykanie jedzą owoce męczennicy ze względu na ich właściwości uspokajające[10].